# Bifidobacteri
Bifidobacteri (Bifidobacterium), i informalment bifidus, és un gènere de bacteris anaeròbics gram positius immòbils que habiten el tracte intestinal i la vagina. Els bifidobacteria són un dels gèneres principals de la flora intestinal, els bacteris que viuen al còlon. Els bifidobacteris ajuden a la digestió i a una menor incidència d'al·lèrgies i també com a preventius d'algunes formes de creixement de tumors. Alguns bifidobacteris s'usen com a probiòtics.
Abans de la dècada de 1960 les espècies de Bifidobacterium s'anomenaven col·lectivament com "Lactobacillus bifidus" i encara es pot trobar aquesta terminologia.